# Classe L 20 α
La classe L 20 α est une classe de super-cuirassés devant être construite en fin de la Première Guerre mondiale pour la Kaiserliche Marine.

## Caractéristiques
À la suite de la bataille du Jutland en 1916, le vice-amiral de la Hochseeflotte Reinhard Scheer exigea des navires plus puissants.
Le plan de conception a été mis en place en octobre 1917 pour un début de construction à partir de septembre 1918. La situation allemande en fin de guerre ne permit pas la mise en chantier, l'effort de guerre étant concentré sur la construction des sous-marins.

### Source
- (en) Cet article est partiellement ou en totalité issu de l’article de Wikipédia en anglais intitulé « L 20 α class battleship » (voir la liste des auteurs).